# André Meyer (Jurist)
André Meyer (* 1976) ist ein deutscher Jurist und Hochschullehrer an der Universität Bayreuth.

## Leben
Nach Abitur und Wehrdienst studierte Meyer ab 1996 Rechtswissenschaften an den Universitäten Osnabrück und Leiden. In Osnabrück legte er 2001 sein erstes Juristisches Staatsexamen ab. Dem schloss er ein Masterstudium der Steuerwissenschaft in Osnabrück an, das er mit dem LL.M Taxation abschloss. 2005 schloss Meyer bei Rainer Hüttemann in Osnabrück seine Promotion zum Dr. iur. ab. Seine Arbeit wurde mit Weser-Ems-Wissenschaftspreis 2006 der OLB-Stiftung ausgezeichnet. Dem schloss er sein Referendariat an, das er 2007 mit dem Zweiten Staatsexamen beendete. Daraufhin kehrte er an den Lehrstuhl Hüttemann, der mittlerweile an der Universität Bonn lehrte, als dessen Assistent zurück, um sich seiner Habilitation zu widmen. Diese schloss er 2013 ab und erhielt die venia legendi für die Fächer Bürgerliches Recht, Handels- und Gesellschaftsrecht sowie Steuerrecht. Die Habilitationsschrift wurde mit dem Albert-Hensel-Preis 2013 der Deutschen Steuerjuristischen Gesellschaft ausgezeichnet.
Für Meyer folgten anschließend Lehrstuhlvertretungen an den Universitäten Bonn, Heidelberg und Freiburg im Breisgau. Seit 2015 hat er an der Universität Bayreuth den ordentlichen Lehrstuhl für Bürgerliches Recht und Steuerrecht, Gesellschafts- und Bilanzrecht (Zivilrecht XI) inne.
André Meyer ist verheiratet und Vater von zwei Kindern.

## Veröffentlichungen (Auswahl)
- Der Grundsatz der unbeschränkten Verbandsmitgliederhaftung. Heymanns, Köln 2006, ISBN 978-3-452-26523-4 (Dissertation).
- Steuerliches Leistungsfähigkeitsprinzip und zivilrechtliches Ausgleichssystem. Zum zivilrechtlichen Ausgleich von Steuerfolgen. Dr. Otto Schmidt, Köln 2013, ISBN 978-3-504-20085-5 (Habilitationsschrift).